# Manoir de la Rivière (Sérent)
Le manoir de la Rivière est situé à Sérent en France.

## Localisation
Le manoir est situé sur le territoire de la commune de Sérent, au lieu-dit la Rivière, dans le département du Morbihan en région Bretagne.

## Description
Le manoir date des XVe et XVIIe siècles, dans une cour fermée dont le logis occupe le côté nord-est. Collages au centre du corps de logis et au départ de l'aile nord-ouest. Le corps de logis contient un escalier à vis en pierre, actuellement dans-œuvre, noyé dans un appentis rapporté sur son élévation postérieure ; au rez-de-chaussée, pièce en mauvais état, lambrissée ; à l'étage, grande fenêtre à coussièges. Adossé au pignon nord-ouest du logis, une seconde tour d'escalier contient un escalier à vis en bois. L'aile latérale gauche comporte un passage couvert surmonté d'un pigeonnier. L'aile latérale droite comporte un ancien passage couvert ; elle est partiellement ruinée. Sur le cadastre de 1829, on voit encore deux tourelles rondes, colorées en jaune, ce qui montre qu'elles sont détruites ; de part et d'autre de la façade donnant sur la rivière elles participaient sans doute de la deuxième enceinte du manoir. Édifice à un étage carré construit en moellons sans chaîne en pierre de taille de granite et de schiste.Toiture à longs pans recouverte d'ardoises, pignons couvert et découvert.

## Historique
Le manoir est construit au XVe siècle pour la branche cadette de la famille de Sérent, descendante de Perrot de Sérent. Il subsiste quelques vestiges de la construction : cheminées du logis et escalier à vis postérieur. Le logis fut rebâti à la fin du XVIe siècle ; l'aile ouest date du début du XVIIe siècle, les autres parties agricoles du même siècle. D'après les réformations (recensement de la noblesse), le manoir appartient en 1513 à Regnaud de Sérent ; il restera dans la même famille jusqu'à la fin du XVIIIe siècle.
Il est inscrit à l'inventaire général du patrimoine culturel.